# Oude Kerk (Amsterdam)

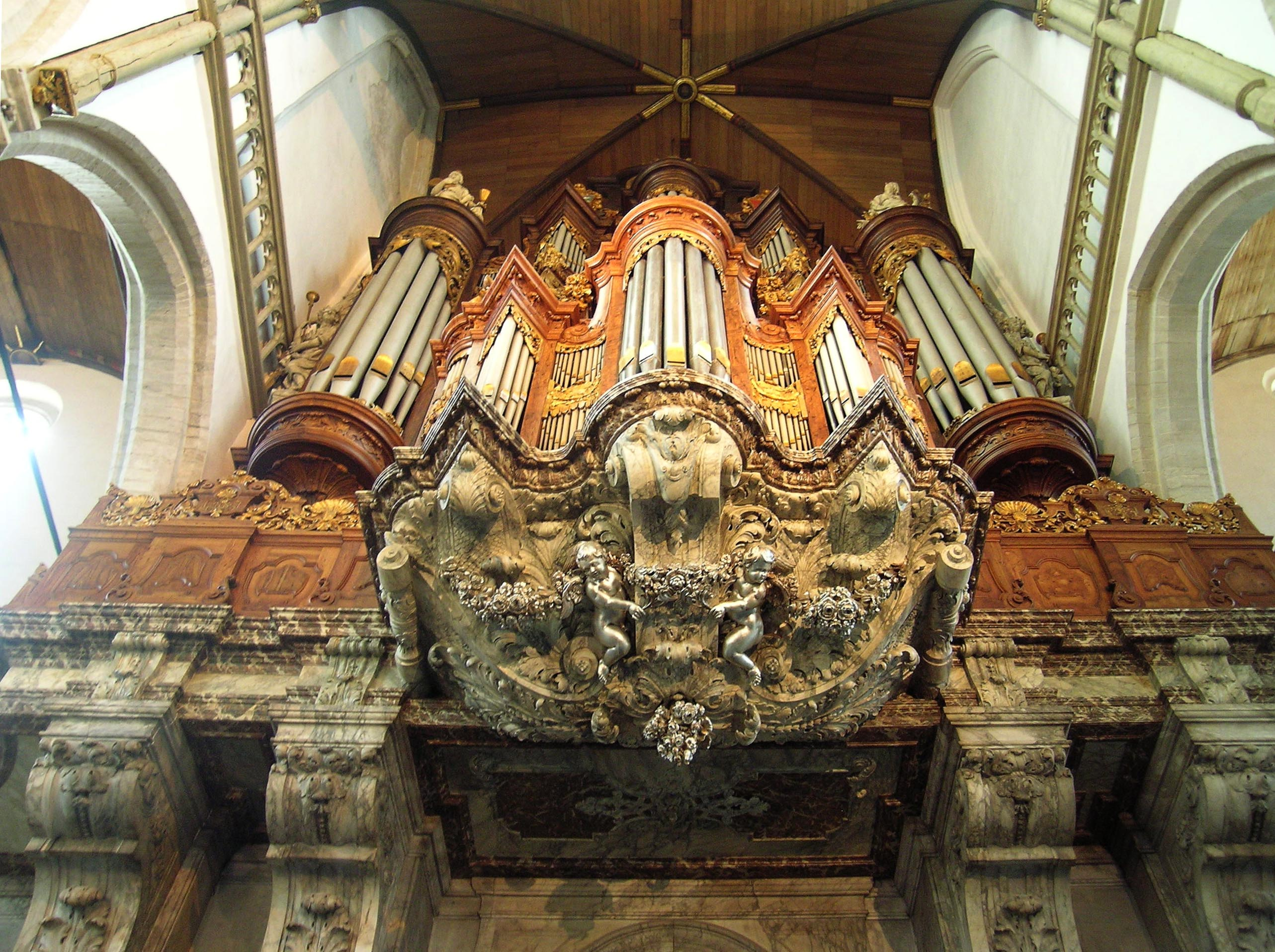
Oude Kerk - varhany v hlavní lodi

Oude Kerk (česky Starý kostel) je nejstarší dochovaná stavba Nizozemského hlavního města Amsterdamu. Nachází se ve čtvrti De Wallen, známé jako "čtvrť červených luceren".

## Historie
Na místě kostela se v 13. století nacházela malá dřevěná kaple se hřbitovem. Mateřským kostelem byl Ouderkerk aan de Amstel, v roce 1334 však byl již samostatným farním kostelem zasvěceným sv. Mikuláši. Počátkem 15. století byl od něho odštěpen na západě města se nacházející Nieuwe Kerk (Nový kostel).
Původní dřevěná stavba byla v 2. polovině 13. století nahrazena kamennou stavbou halového kostela, pravděpodobně nejstarším halovým kostelem v Nizozemí. Kolem roku 1330 dostal kostel nový chór, v letech 1330–1350 byl rozšířen o dvě postranní lodě. V pozdějších letech se na východě rozrostl o pětiboký ochoz chóru. V letech 1380–1412 byla k severní straně připojena kaple sv. Jiří, v letech 1450–1460 na jihu kaple sv. Sebastiána. V 16. století byl strop lodě kostela zvýšen a byla zvětšena věž. V současnosti zaujímá kostel plochu 3 300 m².
V roce 1566 padla středověká výzdoba a mobiliář za oběť obrazoborectví, po roce 1578 dostal kostel vybavení pro protestantské bohoslužby, v tomto roce začal plnit i roli matriky, byl využívat i k přechovávání městského archivu. V letech 1584–1611 sloužil kostel také jako burza.
V roce 1951 musel být kostel kvůli nebezpečí zřícení uzavřen a byl po dobu 24 let restaurován. Další renovace proběhla v letech 1994–1998.

### Pohřebiště Oude Kerk
Do roku 1865 se v Oude Kerk pohřbívalo. Nachází se na 2 500 hrobů s více než 10 000 pohřbených amsterodamských občanů. Mezi nimi jsou např.:
- Pieter Aertsen, nizozemský malíř
- Jacob van Heemskerck, admirál
- Jan Pietrszoon Sweelinck, varhaník kostela a skladatel
- Adriaen Block, obchodník a kartograf
- Pieter Lastman, nizozemský malíř
- Willem van der Zaan, nizozemský admirál
- Laurens Bake, básník
- Abraham van der Hulst, nizozemský admirál
- Saskia van Uylenburgh, manželka Rembrandta van Rijn
- Andries Bicker, nizozemský politik a amsterodamský starosta
- Cornelis Hooft, amsterodamský starosta
- Jan Jacobszoon Hinlopen, obchodník, amsterodamský starosta
- Kiliaen van Rensselaer, jeden ze zakladatelů Nového Amsterodamu na Manhattanu, známého dnes jako New York
- Frans Banning Cocq, kapitán na Rembrandtově obraze Noční hlídka

## Varhany
Varhany postavil v letech 1724–1726 Christian Vater, žák Arpa Schnitgera, podle severoněmecké tradice, s 45 registry, 8 měchy a 54 píšťalami. Johann Caspar Müller je posléze rozšířil o dalších 9 registrů. V letech 1869 a 1879 doznaly varhany úprav a změn od C.F.G. Wittea. V současnosti se připravuje jejich restaurace.

## Zvonkohra
Ve věži Oude Kerk je zavěšena zvonkohra, kterou odlil původně v roce 1858 François Hemony. Z jeho 35 zvonů o váze 0–3400 kg a tónovém rozsahu "c1"-"d1" až "b4" se do současnosti dochovalo jen 14 největších, ostatní jsou od zvonařské firmy Eijsbouts.

## Obrazárna

Oude Kerk
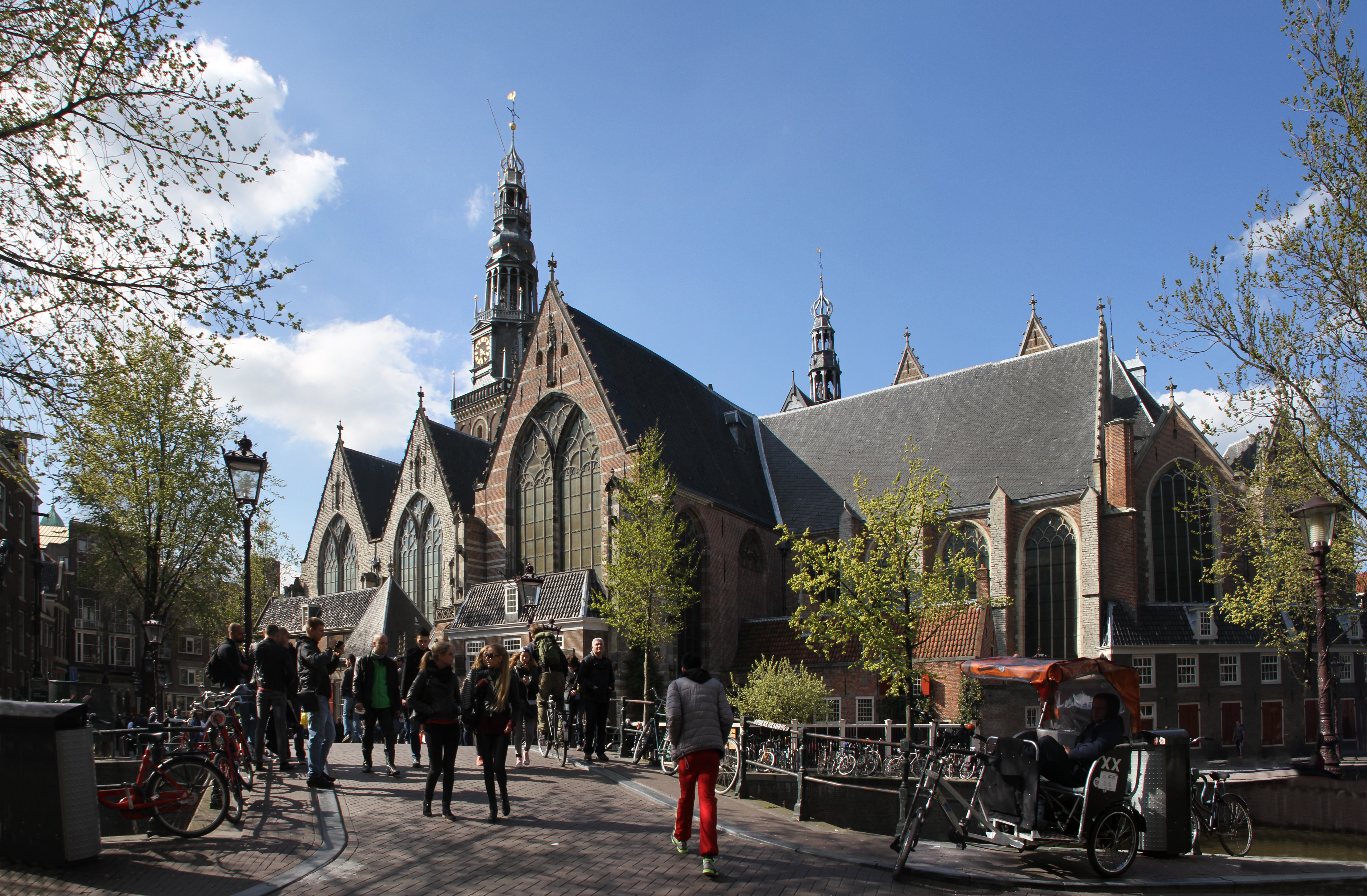
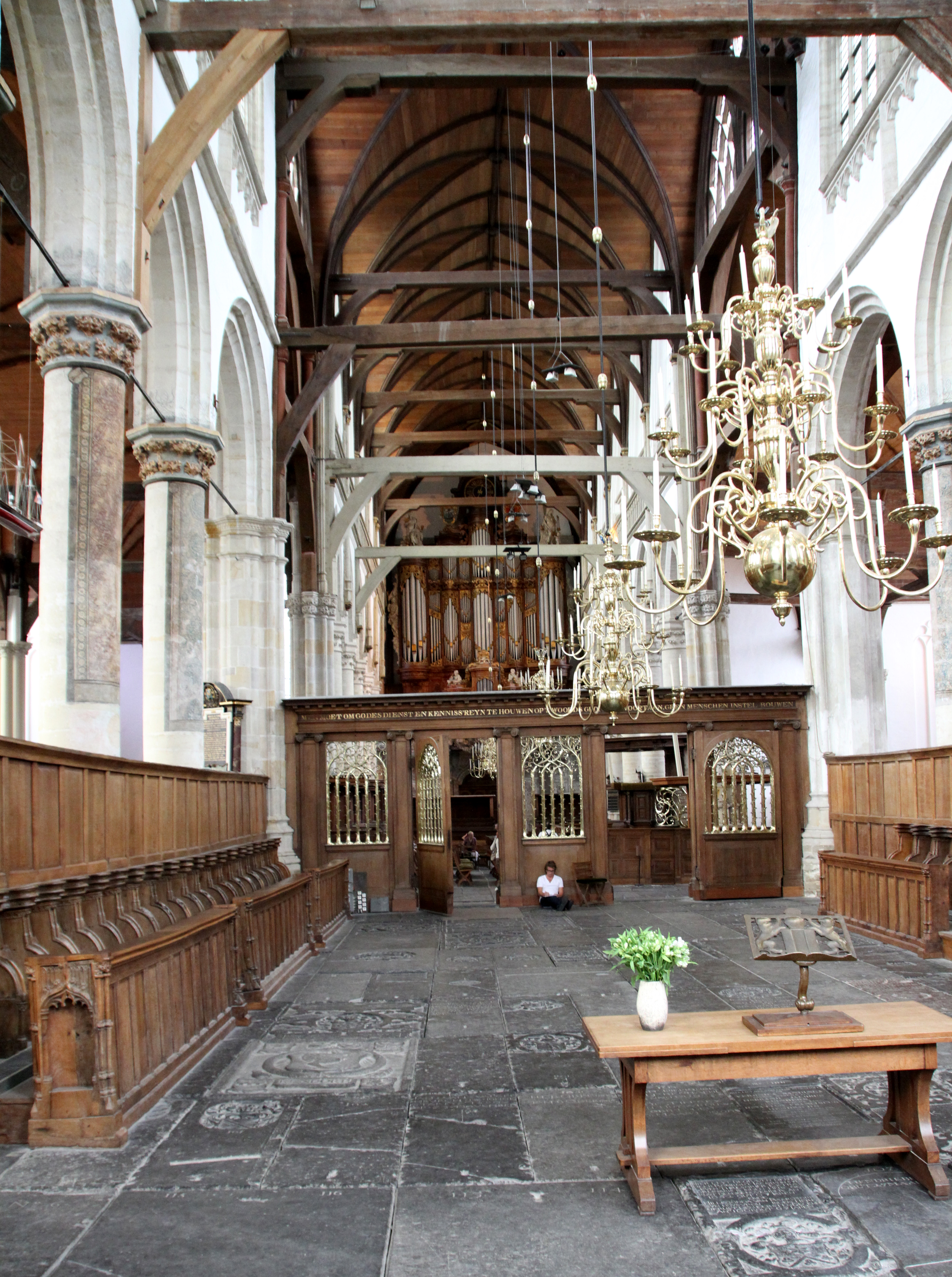
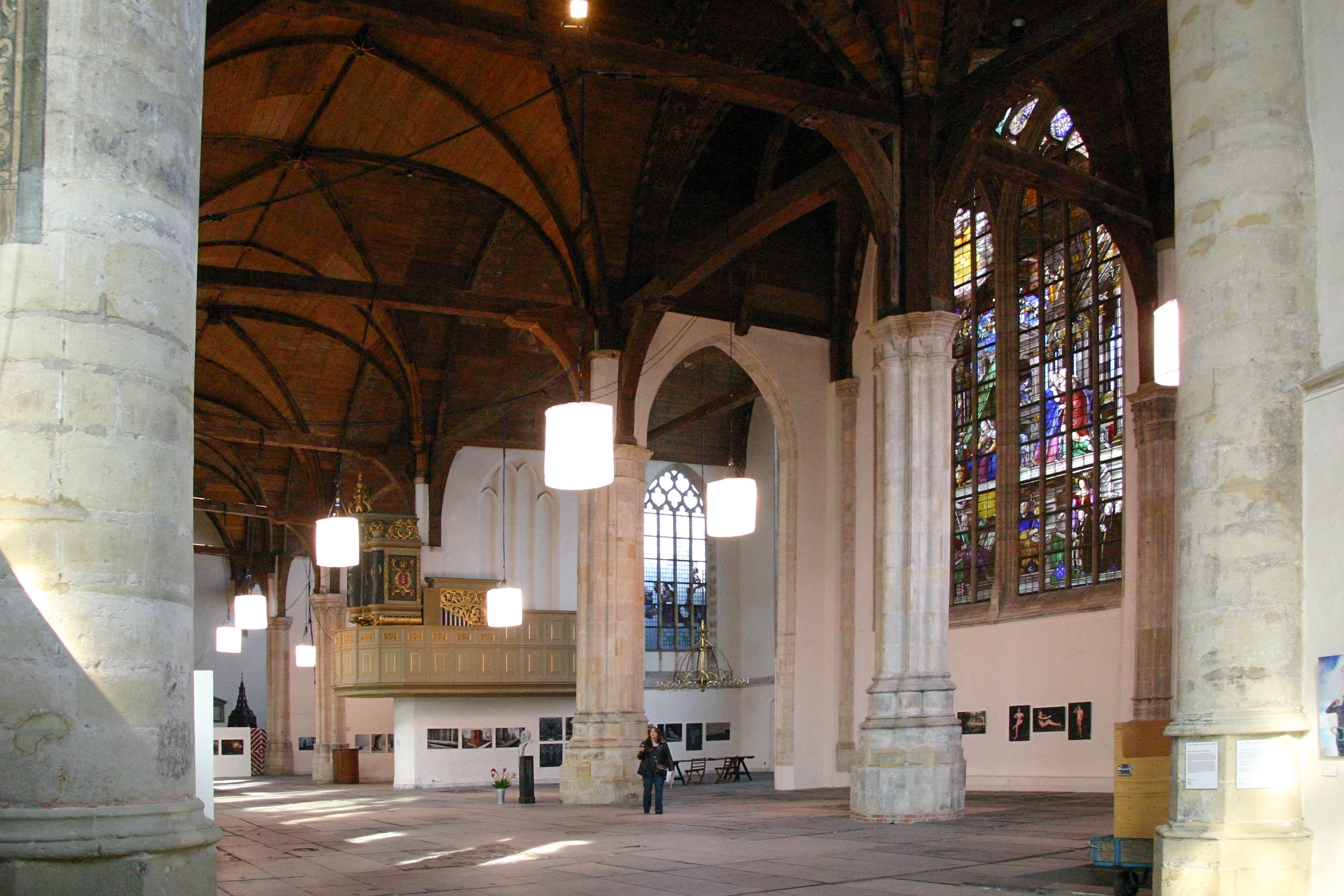
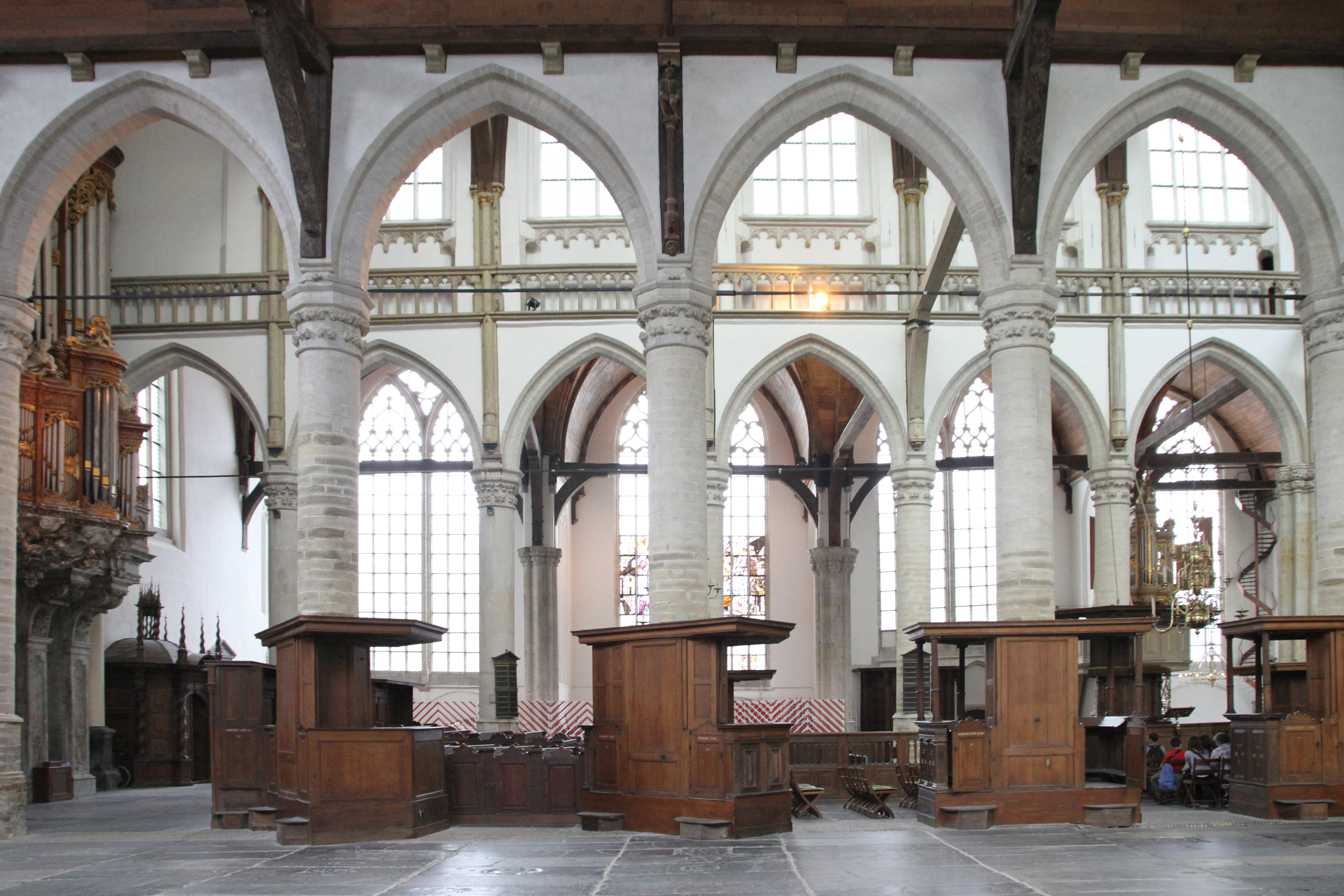
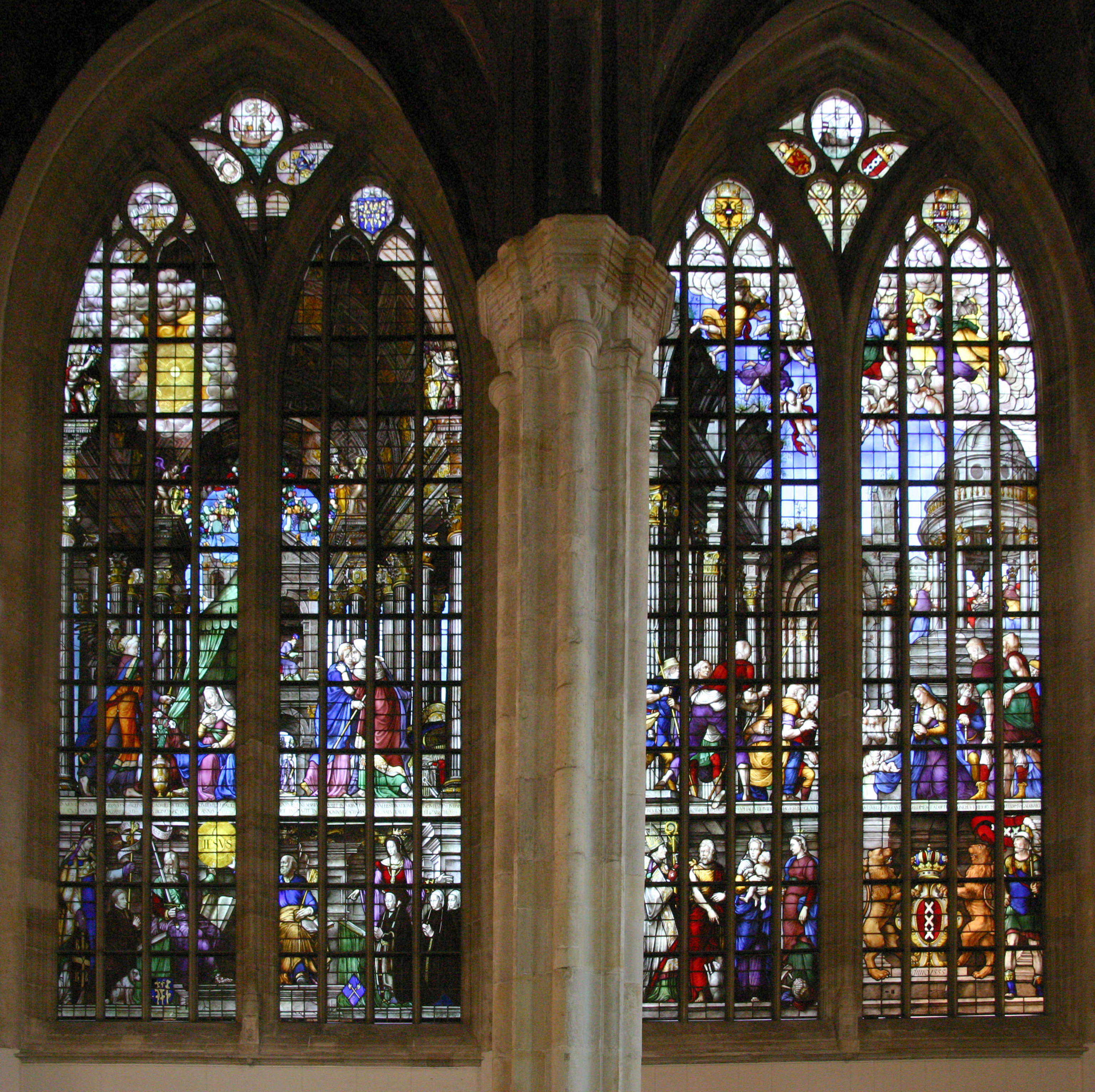
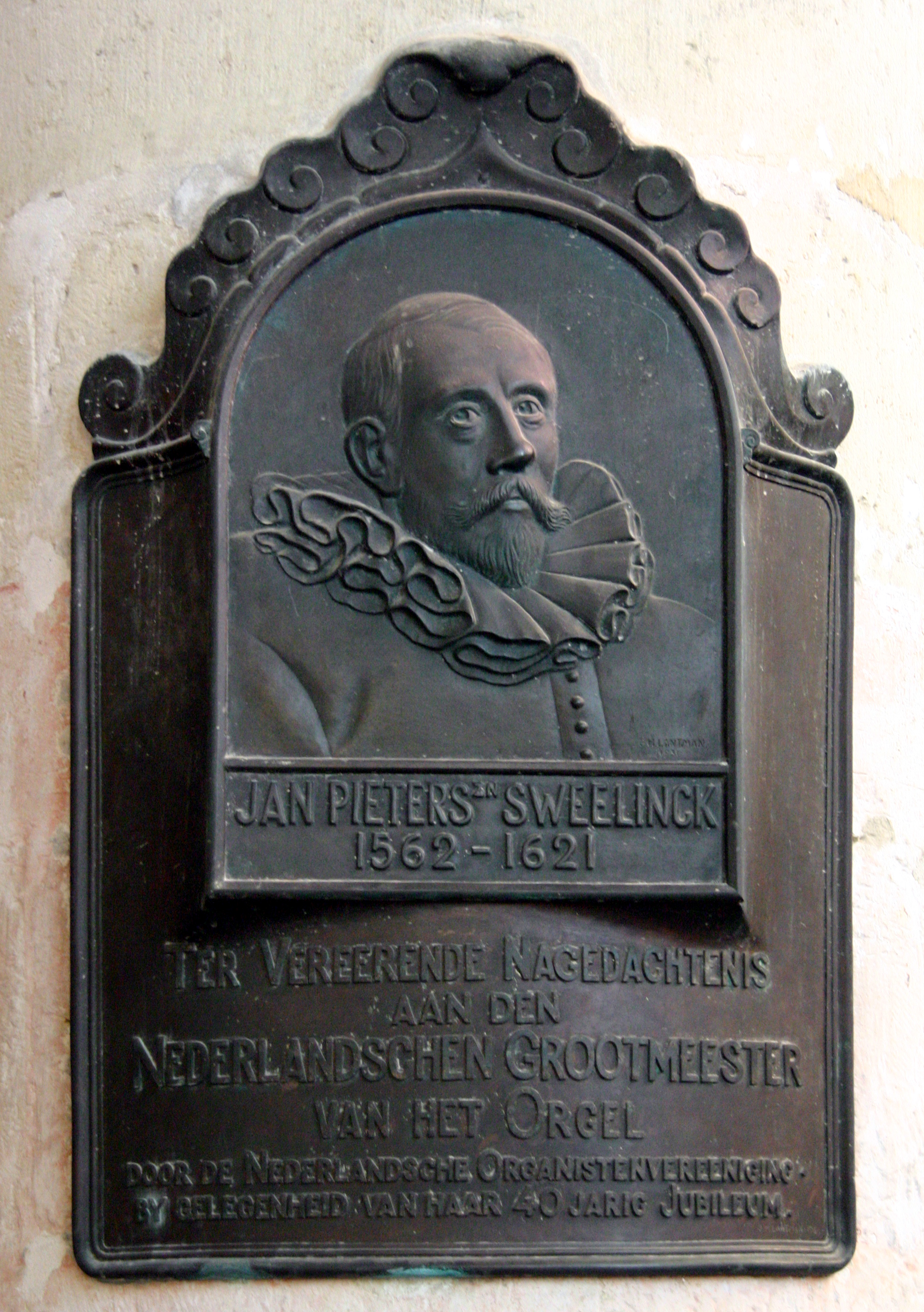
Jan Pietrszoon Sweelinck